# Zühlslake
Zühlslake ist ein Wohnplatz im Ortsteil Zühlsdorf der Gemeinde Mühlenbecker Land im Landkreis Oberhavel in Brandenburg.

## Geografie
Der Ort liegt zwei Kilometer südwestlich von Zühlsdorf, sechs Kilometer nördlich von Mühlenbeck, acht Kilometer südwestlich von Wandlitz und zehn Kilometer südöstlich von Oranienburg. Die Nachbarorte sind Summter Chaussee im Norden, Zühlsdorfer Mühle und Zühlsdorf im Nordosten, Steinpfuhlsiedlung im Osten, Dammsmühle im Südosten, Summt im Süden, Försterei Zühlslake und Kolonie Briese im Südwesten sowie Schmachtenhagen-Ost im Nordwesten.